# Jász
De Jász zijn een Iraanse etnische groep die sinds de 13e eeuw in Hongarije woont. Ze leven voornamelijk in een regio die bekend staat als Jászság, dat het noordwestelijke deel van de provincie Jász-Nagykun-Szolnok omvat. Ze zijn in het Engels soms bekend onder het exoniem Jassic en zijn ook bekend onder de endoniemen Iasi en Jassy. Ze zijn ontstaan als een Ossetisch volk uit Sarmatië.

## Geografie

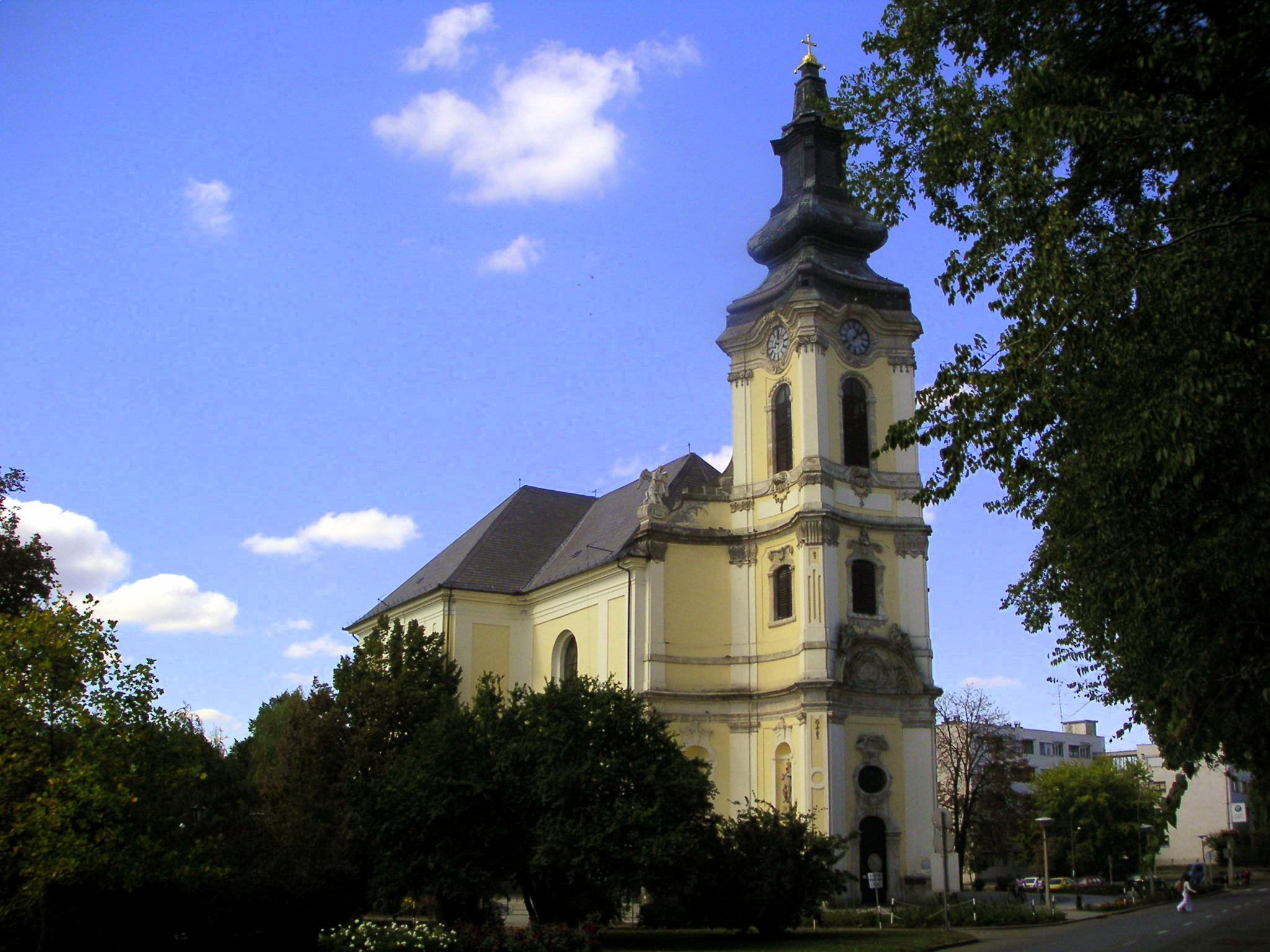
De hoofdkerk in het centrum van Jászberény

Het culturele en politieke centrum van Jászság is de stad Jászberény.
Jászság wordt soms ten onrechte "Jazygië" genoemd, naar een enigszins verwant Sarmatisch volk, de Jazygen, die in de oudheid in een soortgelijk gebied leefden. Er is echter geen directe verbinding tussen de Jász en Jazygen.

## Geschiedenis
De Jasz waren een nomadische Sarmatische stam die zich in het middeleeuwse koninkrijk Hongarije in de 13e eeuw vestigden en waarvan algemeen wordt aangenomen dat ze van Ossetische oorsprong zijn. Ze spraken oorspronkelijk een dialect van de Ossetische taal. Het dialect is uitgestorven en leden van de Jász spreken tegenwoordig meestal Hongaars.
Hun naam is vrijwel zeker verwant aan die van de Jazygen, een van de Sarmatische stammen die, samen met de Roxolani, de grenzen van Dacië bereikten tijdens de late 1e eeuw voor Christus (de stad Iași is naar hen genoemd). Resterende elementen van deze stammen, voorouders van de Jasz, bleven achter in de centrale Noordelijke Kaukasus, vermengden zich met Kaukasische volkeren om de huidige Osseten te vormen.
Toen hun land in het midden van de 13e eeuw in het oosten werd binnengevallen door het Mongoolse rijk, in sommige in het latere Moldavië (zie Iași en Jaszvasar), kwamen de Jasz samen met de Koemanen/Cumaniërs (Hongaars: Kun) naar het Koninkrijk Hongarije. Ze werden opgenomen door de Hongaarse koning, Béla IV Árpád, die hoopte dat de Jaszs zouden helpen bij het weerstaan van de Mongool-Tataarse invasie. Kort na hun intrede verslechterde de relatie dramatisch tussen de Hongaarse adel en de Koemaan-Jasz-stammen, die vervolgens het land verlieten. Na het einde van de Mongool-Tataarse invasie keerden ze terug en vestigden zich in het centrale deel van de Pannonische Vlakte, nabij de rivieren Zagyva en Tarna.

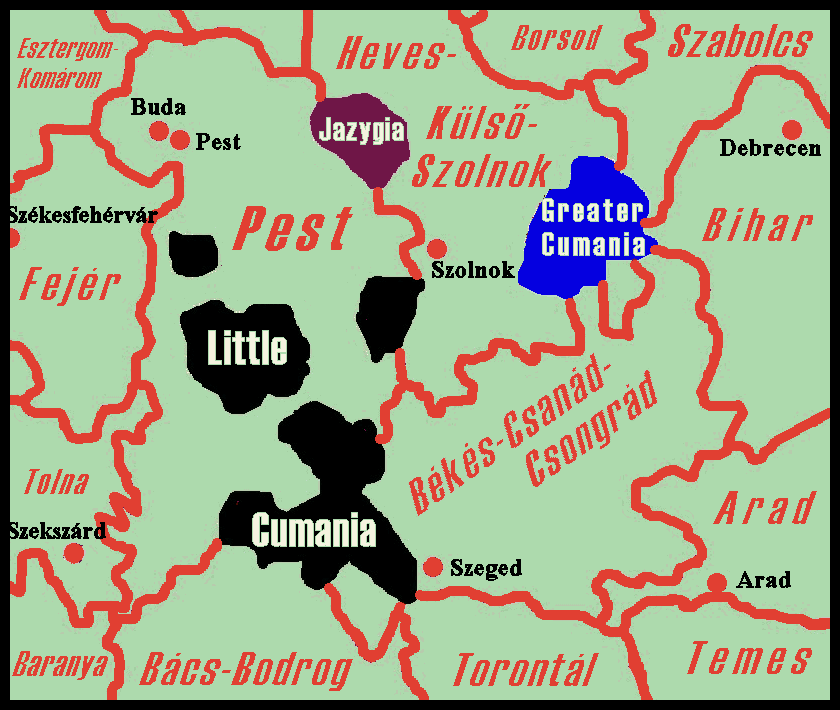
Jazygia (in roodviolet) in de achttiende eeuw binnen het Habsburgse koninkrijk Hongarije

Aanvankelijk was hun voornaamste bezigheid de veeteelt. Gedurende de volgende twee eeuwen werden ze volledig opgenomen in de Hongaarse bevolking. Hun taal verdween, maar ze behielden hun Jasz-identiteit. De Hongaarse heersers verleenden de Jasz speciale privileges. Zo konden ze min of meer zelfregerend zijn in een gebied dat bekend staat als Jászság, waarin Jászberény zich ontwikkelde tot het regionale, culturele en administratieve centrum.
In de 16e – 17e eeuw stonden gebieden die door de Jasz werden bevolkt onder Ottomaans bestuur, maar aan het einde van de 17e eeuw werden ze heroverd en teruggegeven aan het Koninkrijk Hongarije, dat toen deel uitmaakte van de Habsburgse monarchie. De Habsburgse keizer Leopold I verkocht het gebied aan de Ridders van de Duitse Orde. Dit betekende het einde van de bevoorrechte positie van Jászberény. De Jasz wilden deze situatie echter niet accepteren en begonnen geld in te zamelen waarmee ze hun vrijheid konden kopen. In 1745 hadden ze een half miljoen Rijnlandse gouden florijnen verzameld, een aanzienlijk bedrag voor die tijd. In deze tijd werd echter het 'Redemptio-Diplom' uitgevaardigd: de keizerin Maria Theresia herstelde het Jasz-land en de erfelijke privileges van de Jasz. Vanaf dit punt bloeide Jaszberény. De regionale autonomie van de Jasz bleef behouden tot het jaar 1876, toen het door de Jasz bevolkte gebieden administratief werd opgenomen in de provincie Jász-Nagykun-Szolnok.

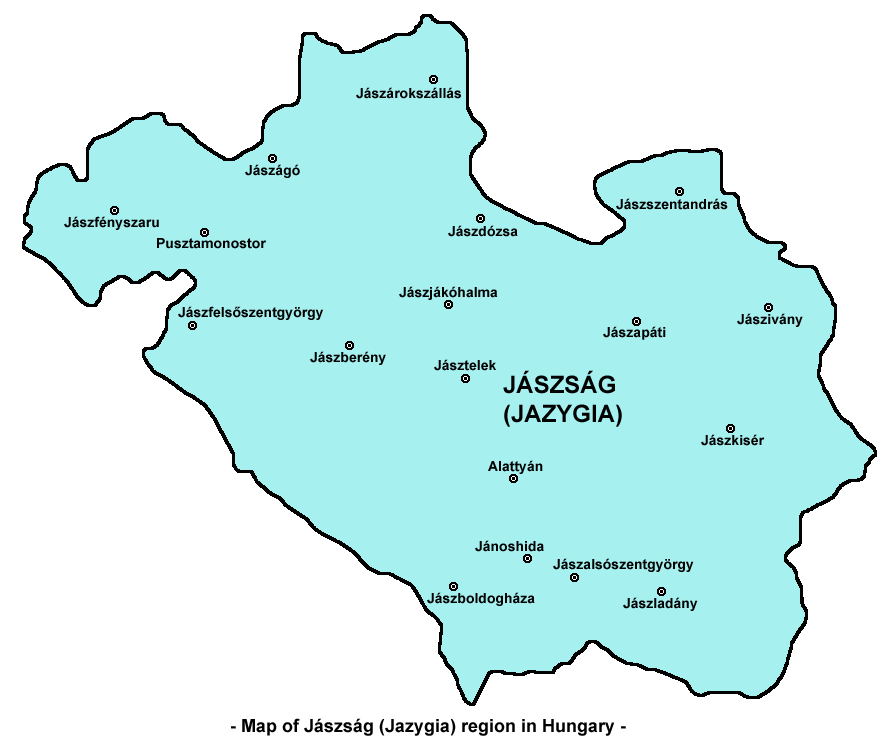
Kaart van Jászság (Jazygia)

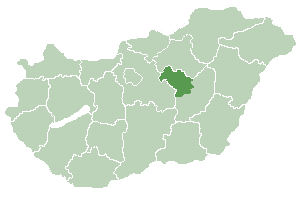
Jászság (Jazygia) binnen het huidige Hongarije

Na de ontbinding van Oostenrijk-Hongarije in 1918 werden de gebieden die door de Jasz werden bevolkt, opgenomen in de onafhankelijke Democratische Republiek Hongarije. Meer dan een dozijn nederzettingen in de Grote Hongaarse Laagvlakte (bijvoorbeeld de namen Jászberény, Jászárokszállás, Jászfényszaru, Jászalsószentgyörgy) bevatten nog steeds een link naar de Jasz. In 1995 werd in Jászberény de 250ste verjaardag van de verlossingsakte gevierd met de president van Hongarije als eregast en met tal van buitenlandse hoogwaardigheidsbekleders.

## Taal
Jassic is de algemene naam in het Engels voor de oorspronkelijke taal van de Jász. Het is een dialect van het Ossetisch en daarmee deel van de bredere Iraanse taalfamilie. Jassic stierf uit en werd vervangen door het Hongaars. Het enige literaire verslag van de Jász-taal werd in de jaren vijftig gevonden in de Hongaarse Nationale Széchényibibliotheek. De taal werd gereconstrueerd met behulp van verschillende Ossetische analogieën.

## Opmerkelijke mensen van Jász-afkomst
- Sándor Csányi [2]

## Gerelateerde artikelen en volkeren
- Osseten
- Ossetische taal
- Alanen
- Hongaren
- Jászság
- Jász-Nagykun-Szolnok
- Iași
- Szeklers
- Saken
- Scythen
- Perzen
- Abchaziërs
- Tadzjieken
- Tadzjieken van Xinjiang
- Pamirtalen
- Hazara's
- Wachi-volkeren
- Beloetsjen
- Lors
- Irons
- Yaghnobis
- Pathanen